# NGC 7382
NGC 7382 је спирална галаксија у сазвежђу Ждрал која се налази на NGC листи објеката дубоког неба.
Деклинација објекта је - 36° 51' 25" а ректасцензија 22h 50m 23,8s. Привидна величина (магнитуда) објекта NGC 7382 износи 13,7 а фотографска магнитуда 14,6. NGC 7382 је још познат и под ознакама ESO 406-15, MCG -6-50-5, IRAS 22476-3707, PGC 69840.